# سالافيري
سالافيري (بالإسبانية: Salaverry)‏ هي بلدة وميناء بحري يقع على بُعد 14 كم (8.7 ميل) جنوب شرق مدينة تروخيو في إقليم لا ليبرتاد غرب البيرو. بلدة سالافيري هي عاصمة مقاطعة سالافيري، وقد تأسست البلدة كمقر لعمال الميناء الذي أعيد بنائه في الستينيات من قبل شركة إنجليزية. والميناء قادر على استيعاب السفن السياحية الكبيرة.
يعد الميناء المصدر الرئيسي للاستيراد والتصدير لمدينة تروخيو ثالث أكبر مدن البيرو، وهو المسؤول عن تصدير المنتجات الزراعية والمعدنية في المناطق المجاورة للميناء، ومن أهم صادرات الميناء القمح والذرة والسكر والأسمدة والمعادن.